# Casa Forestal (Maçanet de Cabrenys)
La Casa Forestal és una obra de Maçanet de Cabrenys (Alt Empordà) inclosa a l'Inventari del Patrimoni Arquitectònic de Catalunya.

## Descripció
Casa situada a uns tres quilòmetres del poble. És una casa aïllada, de planta baixa i pis, amb paredat de carreus perfectament tallats. Destaca de la casa el porxo d'entrada, que al mateix temps és la terrassa del primer pis. La coberta d'aquesta casa és a dos vessants, i destaca la testera a les façanes laterals que és esglaonada.